# Liste der Listed Buildings auf Benbecula
In dieser Liste sind sämtliche Baudenkmäler auf der schottischen Hebrideninsel Benbecula zusammengefasst. Die Bauwerke sind anhand der Kriterien von Historic Scotland in die Kategorien A (nationale oder internationale Bedeutung), B (regionale oder mehr als lokale Bedeutung) und C (lokale Bedeutung) eingeordnet. Derzeit gibt es auf Benbecula kein Denkmal aus der Kategorie A, sechs aus der Kategorie B und zwei aus der Kategorie C.

## Denkmäler
| Name                          | Typ         | Lage                                       | Kategorie | Eintrag | Bild                          |
| ----------------------------- | ----------- | ------------------------------------------ | --------- | ------- | ----------------------------- |
| Taigh Curstaig                | Wohngebäude | Gramsdale 57° 28′ 39,9″ N, 7° 17′ 47,7″ W  | B         | 18752   | Taigh Curstaig                |
| Griminish Church              | Kirche      | Griminish 57° 26′ 39,6″ N, 7° 20′ 7,3″ W   | C         | 18753   | Griminish Church              |
| 1 Ard Chung                   | Wohngebäude | Hacklett 57° 24′ 38,1″ N, 7° 16′ 40,5″ W   | B         | 18755   | 1 Ard Chung                   |
| 1–3 Nunton House              | Wohngebäude | Nunton 57° 27′ 22,4″ N, 7° 23′ 49,1″ W     | B         | 18758   |                               |
| Friedhof der St Mary’s Chapel | Friedhof    | Nunton 57° 27′ 31,1″ N, 7° 23′ 40,4″ W     | B         | 18759   | Friedhof der St Mary’s Chapel |
| Taigh Violet Rose             | Wohngebäude | Uachdar 57° 28′ 26,8″ N, 7° 20′ 19,8″ W    | C         | 18760   |                               |
| Gutshof von Nunton House      | Bauernhof   | Nunton 57° 27′ 27,8″ N, 7° 23′ 46,1″ W     | B         | 43387   |                               |
| 8 Balivanich                  | Wohngebäude | Balivanich 57° 28′ 23,9″ N, 7° 22′ 53,5″ W | B         | 52488   |                               |

- Karte mit allen Koordinaten:
- OSM |
- WikiMap